# Estrela argèada
L'estrela argèada (també coneguda com a «Sol de Vergina») és un estel o sol simbòlic de setze raigs. Va ser desenterrada al 1977 durant unes excavacions arqueològiques a Vergina, situada a la regió de Macedònia (Grècia), per l'arqueòleg Manolis Andronikos. El descobriment incloïa un cofre d'or amb l'estrela gravada a la tapadora superior. També es va trobar a les tombes de reis grecs de Macedònia.
Andronikos va descriure el símbol com un estel, els raigs d'un estel o els raigs del sol. Sosté que el cofre va pertànyer al rei Filip II de Macedònia, pare d'Alexandre el Gran. Altres historiadors han suggerit que la tomba pertangué a Filip III Arrideu, que va regnar després de tots dos.
El cofre és al Museu Arqueològic de Vergina, molt prop d'on es va trobar. Una altra versió de l'estrela argèada, de dotze raigs, es trobà al cofre d'Olímpia, mare d'Alexandre el Gran.

## Interpretacions del símbol

Sol de Vergina. Anàlisi realitzada per l'associació grega Tetraktys (Τετρακτύς): els 4 elements, i els 12 déus olímpics. Les transcripcions en sentit horari signifiquen: ΠΥΡ (Pir=Foc), Zeus, Apol·lo, Hermes, ΩΚΕΑΝΟΣ (Okeanos=Oceà), Posidó, Ares, Hefest, ΓΑΙΑ (Gaia=Terra), Àrtemis, Demèter, Hestia, ΑΗΡ (Air=Cel), Afrodita, Atenea, Hera

El significat del símbol ha estat objecte de diverses interpretacions. Els arqueòlegs consensuen que és un símbol de Macedònia, usat com a emblema de la dinastia argèada, i té un significat religiós perquè representa els quatre elements i els dotze déus de l'Olimp.
Andronikos l'interpreta sempre com un "emblema de la dinastia macedònia". Eugene Borza assenyala que s'usa en diverses facetes de l'art macedoni. Malgrat tot, la primera hipòtesi és la més segura; és per això que l'estel rep el nom de la dinastia de l'antic regne de Filip.
John Paul Adams assenyala el seu ús llargament establert en l'antic art macedoni (així com a Orient Mitjà i en altres llocs) i conclou que no devia ser un símbol "reial" o "nacional" de Macedònia.
Aquesta hipòtesi és fàcilment rebatible, puix que fou precisament l'expedició alexandrina la que estengué aquest símbol per tot Àsia. Apareixen sovint estels de setze i de vuit puntes en monedes i escuts macedonis, així com al llarg del període hel·lenístic.
També hi ha un nombre de representacions de hoplites atenesos que duen un símbol idèntic de setze puntes en l'armadura.

## Troballes arqueològiques

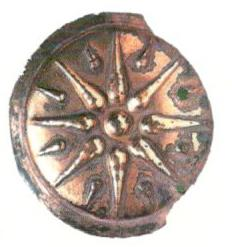
Escut del Regne de Macedònia, Grècia, segle iv aC
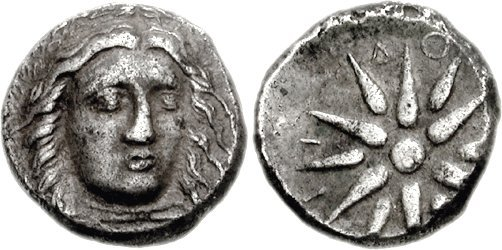
Dracma de l'època hel·lenística, segle iv aC, el rostre d'Apol·lo (o Alexandre el Gran) i l'estrela argèada, també denominada sol de Vergina
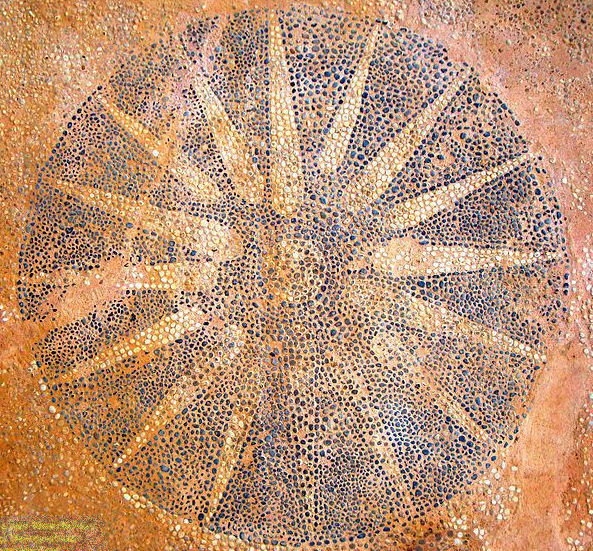
Mosaic trobat a l'Epir, d'on era Olímpia, mare d'Alexandre el Gran
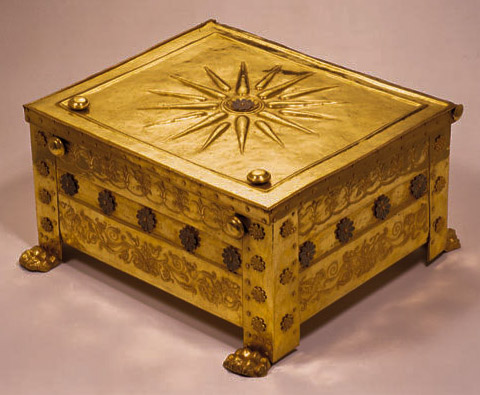
Sarcòfag d'or a la tomba de Filip II de Macedònia amb l'estrela argèada a la tapadora

## El símbol en l'actualitat

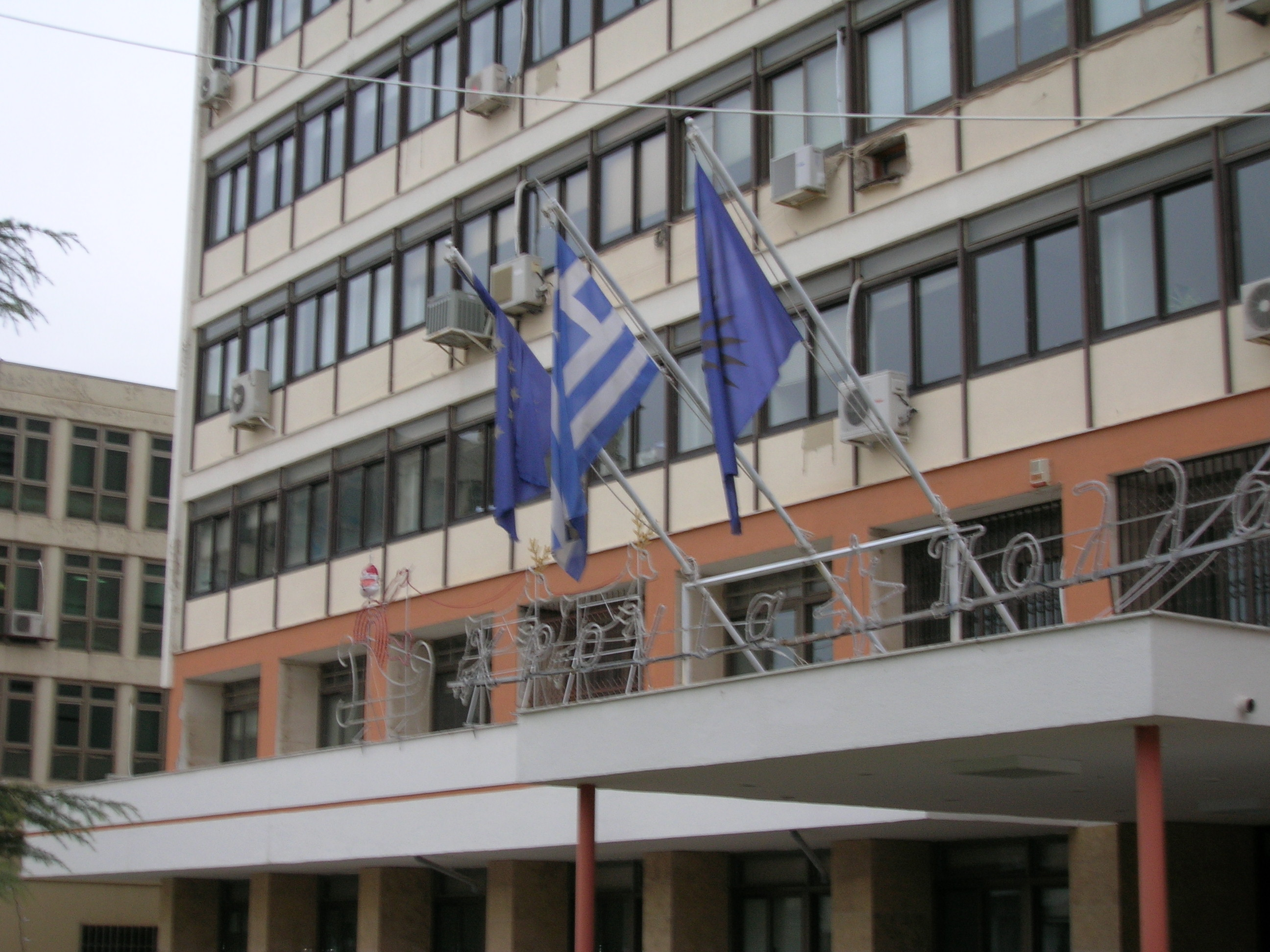
La bandera de la regió de Macedònia en la prefectura de Kozani, al costat de l'europea i la grega

Després del descobriment del cofre en la dècada de 1970, el sol de Vergina s'adoptà per tot Grècia com un símbol de continuïtat entre l'antiga cultura macedònia i la Grècia actual.
L'estrela argèada, col·locada sobre un fons blau, s'usa comunament com a emblema oficial de les tres subdivisions, les prefectures i els municipis de la regió de Macedònia.
També l'usen organitzacions de la diàspora grecomacedònia, tals com l'Associació Pan-Macedònia, i altres empreses comercials. El símbol s'introduí en diversos objectes i llocs de Grècia.
Es va afegir a la moneda de 100 dracmes a principis de 1992 i aparegué en les condecoracions de l'uniforme de la policia atenenca.
La cadena de TV grega Makedonia de Tessalònica la va usar per a reemplaçar la lletra òmicron com el seu logotip i el Banc de Macedònia i Tracia de Grècia l'adoptaren com a símbol, així com algunes unitats militars gregues.
Al febrer de 1993 el parlament grec en una resolució designà l'estrela argèada símbol nacional oficial. Al juliol de 1995, Grècia envià una petició a l'Organització Mundial de la Propietat Intel·lectual (OMPI) per tenir drets exclusius sobre l'estrela argèada.

## Prohibició d'utilitzar-lo a Macedònia del Nord

La bandera blava amb l'estrela argèada s'usa en les tres subdivisions de la regió grega de Macedònia

El símbol ha estat adoptat, segons els grecs, de manera il·legítima, per organitzacions de la diàspora eslava, i per alguns nacionalistes exiugoslaus. Quan Iugoslàvia es va dividir el 1991-1992, una de les seues nacionalitats del sud s'havia autodenominat Macedònia, i designà l'estrela argèada com a símbol nacional i la va col·locar en la nova bandera. L'altre motiu de la disputa és el nom de l'exprovíncia iugoslava, que es va autoanomenar Macedònia. Fa uns anys l'exrepública del sud de Iugoslàvia hagué de modificar el seu nom a la sigla ARIM (Antiga República Iugoslava de Macedònia) i des del 2019 s'anomena Macedònia del Nord.
L'oposició grega hi fou vehement. El govern grec i la població, especialment aquells residents de la província de Macedònia, van veure aquest gest com un intent d'apropiar-se de mala fe un símbol hel·lènic i un reclam directe a l'herència històrica de Filip II. Un polític del Ministeri Exterior grec va dir al gener de 1995 que «el símbol és grec i ens l'han furtat».
Tant el nom de la nova república, com de la seua insígnia, causaren una gran controvèrsia tant en la república com en les seues relacions amb Grècia: argumentaren que els eslaus havien ocupat una part nord de la regió gairebé mil anys després, per això la insígnia no els pertanyia, ni per història ni per ètnia.
La situació encara s'agreujà més quan l'ARIM començà a realitzar monuments d'Alexandre el Gran, que és un símbol dels grecs, i denominaren també així el seu aeroport amb el nom del conqueridor.

Alguns estats occidentals donaren suport a la posició grega. L'anterior secretari d'estat dels Estats Units, Henry Kissinger, digué a un periodista:
| « | Crec que Grècia té dret a queixar-se'n i estic d'acord amb Atenes. La raó n'és que sé història, que no és el cas de la majoria dels altres, incloent-hi la majoria del govern i l'administració de Washington. La força del cas grec és la de la història, i cal dir que Atenes no l'ha usada amb èxit. | » |

En El món hui de la BBC, l'arqueòloga Bajana Mojsov de l'ARIM digué que «el pes simbòlic de l'estrela argèada és arqueològicament absurd, però políticament inevitable», i hi afegí: «pertany al nord de Grècia però del s. III ae, una situació molt diferent de l'actual, gens relacionada amb el s. XXI. Crec que es tracta només de política, i estem presenciant l'ús d'un símbol arqueològic en una part de la història que no està relacionada amb ell.»
Encara que les autoritats de Skopje neguen qualsevol motiu ulterior, la bandera esdevingué un dels principals problemes de la disputa política entre Grècia i l'ARIM des de principis de 1990. Les objeccions gregues feren que la bandera fos prohibida en diversos llocs, incloent les Nacions Unides, els Jocs Olímpics i les ambaixades de l'ARIM als Estats Units i Austràlia.
La discòrdia es resolgué parcialment al 1995 sota un compromís amb les Nacions Unides: es retirà el símbol de la bandera de l'ARIM, com a part d'un acord per establir relacions diplomàtiques i econòmiques entre tots dos estats. Fou reemplaçada per la bandera que s'usa ara, que mostra un sol distorsionat de vuit puntes que recorda algunes banderes militars japoneses.
El descobriment d'un gravat en pedra que data de l'edat de bronze amb un sol semblant de vuit puntes, trobat en una excavació de Kratovo en l'ARIM, ha suggerit que aquest símbol de vuit puntes (en comptes de la versió de setze trobada a Vergina) podria ser el veritable símbol de l'antiga cultura macedònia, malgrat el fet que Kratovo és en el qual abans era l'antiga Peònia, regió que estava culturalment molt vinculada a l'antiga Grècia, fins i tot sent un domini del Regne grec de Macedònia.
A Albània, l'estrela argèada es va adoptar com a segell oficial del municipi de Liqenas (Pustec en idioma eslavomacedoni), a la regió de Mala Prespa i Golo Brdo, a l'est del país.